# Billy Yule
William Yule, detto Billy (Boston, 1954), è un musicista statunitense, conosciuto soprattutto per avere suonato per un periodo la batteria nei Velvet Underground durante l'assenza della batterista "titolare" del gruppo, Maureen Tucker, nel 1970.

## Carriera musicale

### 1970
Quando all'inizio del 1970, Maureen Tucker restò incinta, si rese necessario un temporaneo rimpiazzo per permettere alla band di tenere fede agli obblighi contrattuali per quanto riguardava i concerti. Il bassista Doug Yule propose suo fratello minore Billy, allora sedicenne, che venne accettato nel gruppo.
Yule iniziò subito a far pratica con la band e fece il suo debutto live il 24 giugno al Max's Kansas City di New York City, durante il celebre ingaggio di due mesi che il gruppo ebbe al locale. Suonò con il gruppo fino alla fine della serie di concerti il 28 agosto, dopo i quali i Velvet Underground stopparono momentaneamente la loro attività a causa della dipartita di Lou Reed, che aveva improvvisamente lasciato il gruppo il 23 agosto. Quando ripresero ad esibirsi con Doug Yule al canto e alla chitarra e Walter Powers al basso, Maureen Tucker ritornò dopo la maternità, facendo così terminare il periodo di Billy Yule con la band. Due concerti dalle serate al Max's, una in luglio e l'altra quella del 23 agosto, furono registrate su nastro e successivamente pubblicate sul disco Live at Max's Kansas City. Yule suona in tutti i brani.
Una ultima seduta di registrazione per il quarto album del gruppo, Loaded, che veniva registrato in contemporanea con le esibizioni al Max's Kansas City, figura ancora Billy Yule alla batteria. Due delle canzoni registrate con Yule, Lonesome Cowboy Bill e Oh! Sweet Nuthin', finirono sull'album, mentre un terzo brano, Ocean è stato incluso nel box set del 1995 Peel Slowly and See.

### 1973
Una cover band con, fra i suoi membri, Billy e Doug Yule che suonò nel 1973 in vari locali del New England, venne spacciata come i The Velvet Underground veri e propri dal tour manager, nonostante le proteste del gruppo. Il penultimo concerto di questo tour (dopo il quale la band si sciolse), la sera del 27 maggio 1973, a Boston, fu registrata e pubblicata nel box set live Final V.U. 1971-1973 (2001).

## Discografia

### Con i Velvet Underground
- Loaded (1970, 2 tracce)
- Live at Max's Kansas City (1972, registrato nel 1970)
- Final V.U. 1971-1973 (2001, registrato nel 1973, 10 tracce)